# Al-Ansar SC
Al-Ansar SC (tiếng Ả Rập: نادي الأنصار الرياضي) là một câu lạc bộ bóng đá Liban có trụ sở ở Beirut. Thành lập năm 1951, câu lạc bộ chưa thể có chức vô địch ở Giải bóng đá ngoại hạng Liban đầu tiên cho đến năm 1988. Câu lạc bộ tiếp tục lập kỉ lục thế giới khi vô địch 11 mùa giải liên tiếp. Họ cũng vô địch ở Cúp bóng đá Liban và Giải bóng đá ngoại hạng Liban nhiều lần hơn bất cứ đội bóng nào khác. Sự hỗ trợ phần lớn đến từ Cộng đồng Beirut, và được gây quỹ bởi Rafic Hariri.

## Tên gọi
Al Ansar có tên từ Ansar (tiếng Ả Rập: الأنصار al-Anṣār, "Người giúp đỡ") một thuật ngữ đạo Hồi cho các người dân địa phương ở Medina đã đưa Islamic Prophet Muhammad và những người theo sau (Muhajirun) vào nhà của họ khi di cư từ Mecca (hijra)

## Biểu trưng
Biểu trưng của Al Ansar thay đổi 2 lần. Ban đầu gồm có những chi tiết sau:
- Một ngọn đuốc có ngọn lửa 5 đuôi tượng trưng cho Năm Cột trụ của Hồi giáo
- Lúa mì là biểu tượng của nông nghiệp. lấy từ quốc huy cũ của Liên Xô
- Một dải băng màu xanh lá ghi ngày thành lập

Năm 2004, ban điều hành cũ đứng đầu bởi Karim Diab đề xuất hiện đại hóa biểu trưng nhưng không thay đổi cốt lõi của thiết kế và được như ngày nay.
Lịch sử biểu trưng của Al Ansar
- 1954-20041954-2004

## Màu sắc và Trang phục
Do tên gọi, Al-Ansar sử dụng màu xanh lá làm màu chính như một trong những màu phổ biến của Hồi giáo. Từ sự thành lập câu lạc bộ, trang phục sân nhà bao gồm áo xanh lá, quần trắng, sau này thêm quần xanh lá và quần đen. Trang phục cũng có thêm màu đen và trắng. Trang phục sân khách gồm áo cam và quần đen.
| AFC 96-97 | 1999-2000 | 2000-2001 | 2002-2003 | 2004-2005 | 2010-2011 | 2015-2016 |

## Danh hiệu
Giải bóng đá ngoại hạng Liban: 13
- 1988, 1990, 1991, 1992, 1993, 1994, 1995, 1996, 1997, 1998, 1999 (Sách Kỷ lục Guinness), 2006, 2007

Cúp bóng đá Liban: 14
- 1988, 1990, 1991, 1992, 1994, 1995, 1996, 1999, 2002, 2006, 2007, 2010, 2012, 2017 (kỉ lục)

Siêu cúp bóng đá Liban: 5
- 1996, 1997, 1998, 1999, 2012

Cúp Liên đoàn Liban: 2
- Vô địch: 1999, 2000

Lebanese Elite Cup: 2
- Vô địch: 1997, 2000
- Tất cả số danh hiệu có được là: 36

## Thành tích ở các giải đấu AFC
AFC Champions League: 11 lần tham gia
1989: Vòng loại
1990: Vòng loại
1992: Vòng loại
1994: Vòng bảng
1995: Vòng bảng
1996: Vòng Hai
1998: Vòng bảng
1999: Vòng Hai
2000: Vòng Hai
2001: Vòng Một
2003: Vòng loại
AFC Cup: 4 lần tham gia
2007: Vòng bảng
2008: Vòng bảng
2011: Vòng bảng
2013: Vòng bảng
2018: Vòng bảng (đang diễn ra)
AFC Cup Winners Cup: 2 lần tham gia
1992: Vòng Một
1997: Vòng Một

## Đội hình hiện tại

### Đội chính
Ghi chú: Quốc kỳ chỉ đội tuyển quốc gia được xác định rõ trong điều lệ tư cách FIFA. Các cầu thủ có thể giữ hơn một quốc tịch ngoài FIFA.
| Số | VT | Quốc gia | Cầu thủ                  |
| -- | -- | -------- | ------------------------ |
| 1  | TM | Liban    | Hassan Moghnieh V.C      |
| 13 | TM | Liban    | Rabih Kakhi              |
| 33 | TM | Liban    | Hasan Mzannar            |
| 2  | HV | Liban    | Ali Abboud               |
| 3  | HV | Liban    | Mootaz Jounaidi C        |
| 5  | HV | Liban    | Nassar Nassar            |
| 6  | HV | Liban    | Abdul Fattah Ashour      |
| 8  | HV | Liban    | Mohamad Korhani          |
| 14 | HV | Liban    | Abdul Qader Al Sayyed    |
| 16 | HV | Liban    | Hasan Cheaito 'Shibriko' |
| 21 | HV | Liban    | Abdallah Taleb           |
| 23 | HV | Guinée   | Aboubacar Leo Camara *   |
| 93 | HV | Liban    | Amir Hossari             |
| 7  | TV | Liban    | Hussein Ibrahim          |
| 10 | TV | Liban    | Abbas Atwi Onika         |
| 11 | TV | Liban    | Khaled Takaji            |

| Số | VT | Quốc gia | Cầu thủ              |
| -- | -- | -------- | -------------------- |
| 12 | TV | Liban    | Adnan Haidar         |
| 15 | TV | Liban    | Haidar Alawiyyeh     |
| 17 | TV | Liban    | Alaa Eddine Baba     |
| 18 | TV | Liberia  | Theo Lewis Weeks     |
| 19 | TV | Liban    | Hasan Fadel          |
| 20 | TV | Syria    | Thaer Krouma         |
| 24 | TV | Liban    | Ali El Atat          |
| 69 | TV | Liban    | Bilal Najdi          |
| 77 | TV | Liban    | Mazen Jamal          |
| 9  | TĐ | Sénégal  | El Hadji Malick Tall |
| 22 | TĐ | Liban    | Mahmoud Kojok        |
| 70 | TĐ | Liban    | Daniel Abou Fakhr    |
| 79 | TĐ | Liban    | Qassem El Shoum      |
| 92 | TĐ | Liban    | Adam Sayyed          |
| 99 | TĐ | Liban    | Moussa Taweel        |

- Aboubacar Leo Camara chỉ được thi đấu ở Cúp AFC vì Liên đoàn bóng đá Liban chỉ cho phép 3 cầu thủ ngoại quốc.

### Cho mượn
Ghi chú: Quốc kỳ chỉ đội tuyển quốc gia được xác định rõ trong điều lệ tư cách FIFA. Các cầu thủ có thể giữ hơn một quốc tịch ngoài FIFA.
| Số | VT | Quốc gia | Cầu thủ                                                         |
| -- | -- | -------- | --------------------------------------------------------------- |
| —  | TĐ | Liban    | Rabih Ataya (đến Zob Ahan Esfahan F.C. đến 30 tháng 6 năm 2018) |
| —  | HV | Liban    | Anas Abou Saleh (đến Tripoli SC đến 30 tháng 6 năm 2018)        |
| —  | TM | Liban    | Ali Hajj Hasan (đến Nabi Chit đến 30 tháng 6 năm 2018)          |
| —  | TV | Liban    | Mohamad Atwi (đến Tadamon Sour đến 30 tháng 6 năm 2018)         |

## Chủ tịch
- Mustafa El-Shami (1948–50)
- Ameen Itani (1950–54)
- Fouad Rustom (1954–56)
- Abdul Jalil Al-Sabra (1956–63)
- Jamil Hasbeeny (1963–65)
- Abed El-Jamil Ramadan (1965–67)
- Khaled Kabbani (1967–75)
- Said Wanid (1975–77)
- Salim Diab (1977–08)
- Karim Diab (2008–12)
- Nabil Badr (2012–)